# Edward Theodore Compton
Edward Theodore Compton (gyakran csak E.T. Compton) (Hackney, 1849. július 29.  —  Feldafing, 1921. március 22.) angol származású, főként Németországban alkotó festő, illusztrátor, hegymászó.

## Életpályája
Angliából korán átköltözött Darmstadtba, majd Münchenbe. Többnyire Németországban élt. Nevezetes hegymászó volt: 300 híres mászása során számos csúcsra elsőként jutott fel (pl. Torre di Brenta, 1882-ben vagy Cima Brenta, szintén 1882-ben.)  Művei leginkább hegyi tájképek. Motivumait főleg Svájcból merítette. Magyarországon is tett tanulmányutakat. 
Egyes források szerint Feldafingban , mások szerint Tutzingban (a Starnbergi-tó mellett  hunyt el. 
Fia, Edward Harrison Compton és lánya, Dora Compton is hegyi festők voltak, míg másik lánya, Marion, főleg virágokat és csendéleteket festett.

## Képgaléria

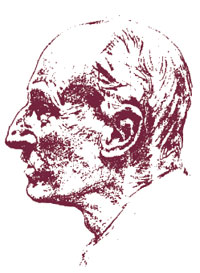
Arcmása
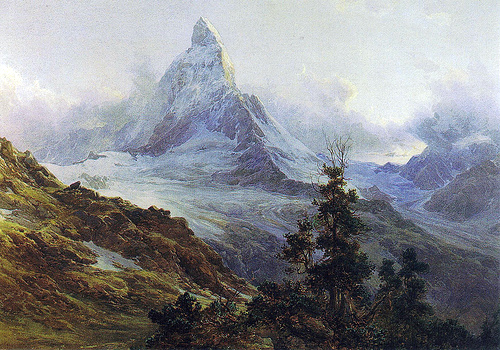
Matterhorn (1879)
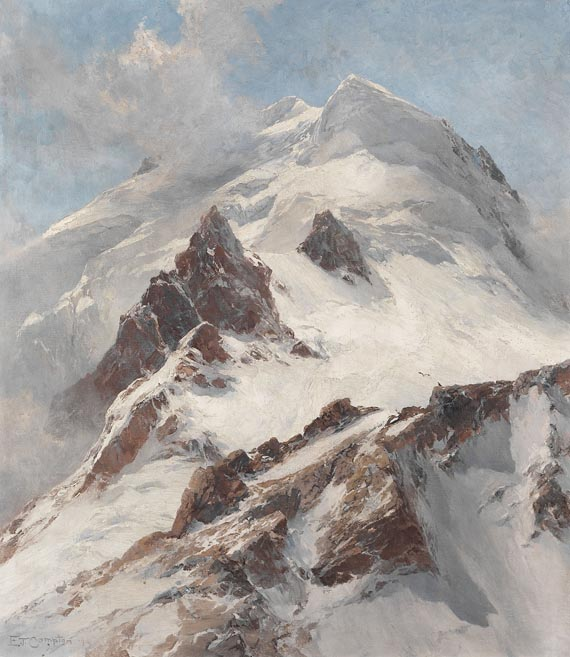
Piz Morteratsch (1914)
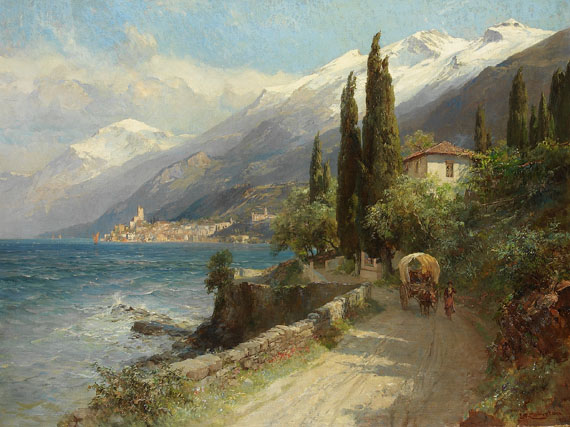
Malcesine Garda-tónál a Monte Baldóval (1913)

## Compton által illusztrált könyvek
- Knight, Francis A. By leafy ways - Brief studies from the book of nature (Roberts Bros., 1890).
- Knight, Francis A. Idylls of the field (Roberts Bros., 1890).
- Various. The Picturesque Mediterranean, Vol 1, Vol 2 (Cassell, 1890).
- Compton, Theodore & Morgan, C. L. A Mendip valley, its inhabitants and surroundings (Edward Stanford, 1892).
- Compton, William Cookworthy. Caesar's seventh campaign in Gaul, B.C. 52 (George Bell and sons, 1907).
- Baillie-Grohman, W. A & Compton, E. H. Germany (A & C Black, 1912).
- Wallraf-Richartz-Museum: Das Skizzenbuch einer Eifelwanderung im Jahre 1868. (Kiállítási katalógus). Köln, 1985